# Mosuo

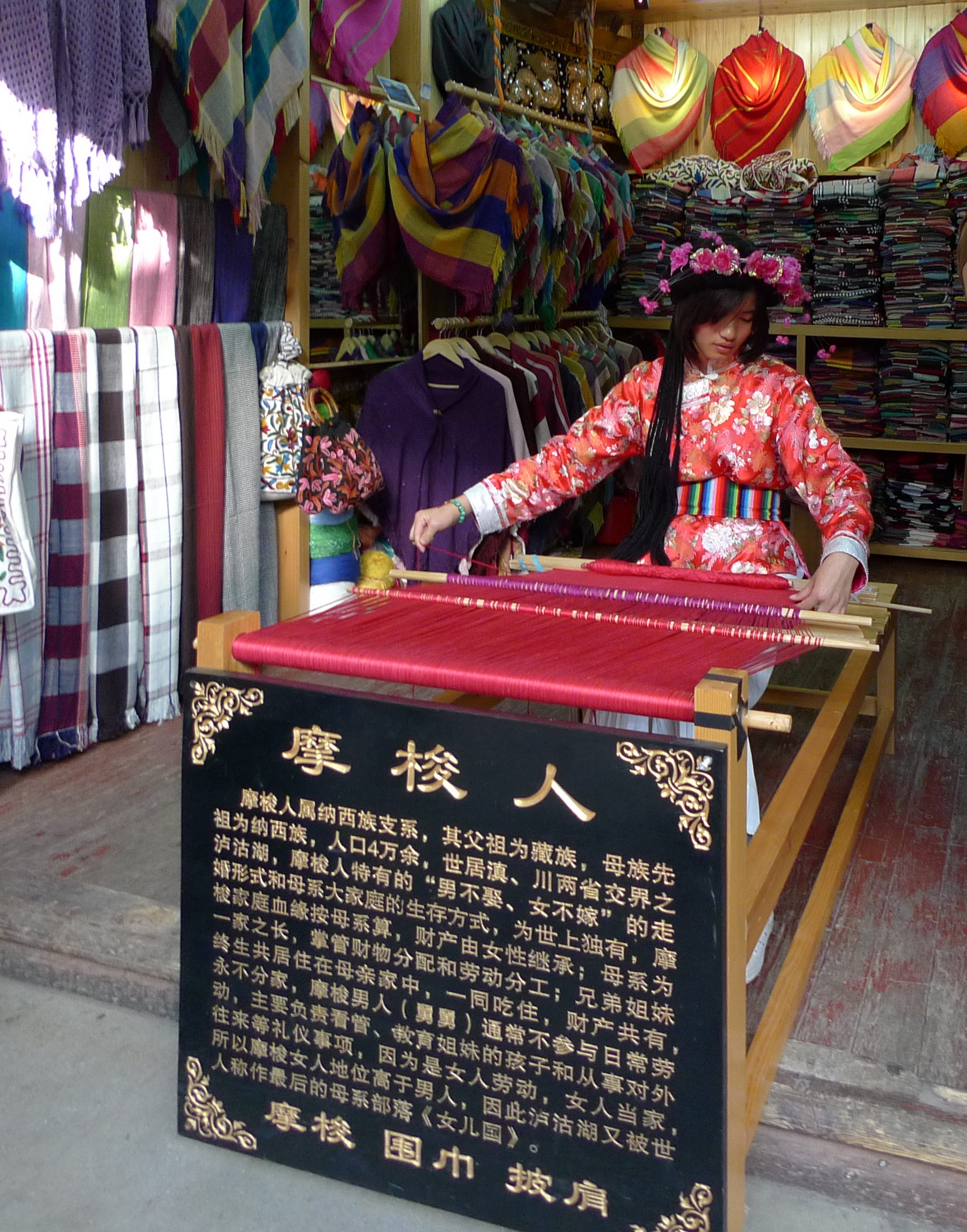
Junge Mosuo-Frau bei traditionellen Webarbeiten in der Altstadt von Lijiang (UNESCO-Weltkulturerbe; 2009)

Die Mosuo (chinesisch 摩梭, Pinyin Mósuō) oder Moso sind ein matrilinear organisiertes chinesisches Volk mit tibetobirmanischer Sprache, das im Südwesten der Volksrepublik China lebt, insbesondere am Ufer des Lugu-Sees zwischen den Provinzen Yunnan und Sichuan. Seine Bevölkerungsgröße wird auf rund 40.000 Angehörige geschätzt.

## Ethnische Zuordnung
Obwohl sie nach der offiziellen chinesischen Klassifikation dem Volk der Naxi zugerechnet werden, sich selbst als Na bezeichnen und sich sprachlich auch nicht nennenswert von den anderen Naxi unterscheiden, betrachten sie sich selbst als relativ eigenständige ethnische Gruppe. Ihr Identitätsgefühl mit den anderen Naxi ist schwach entwickelt. Sie praktizieren zwei Religionen, die Daba-Religion und den tibetischen Buddhismus. Außer dem vorherrschenden Buddhismus unterscheidet sie hauptsächlich ihre Sozialstruktur von den anderen Naxi.

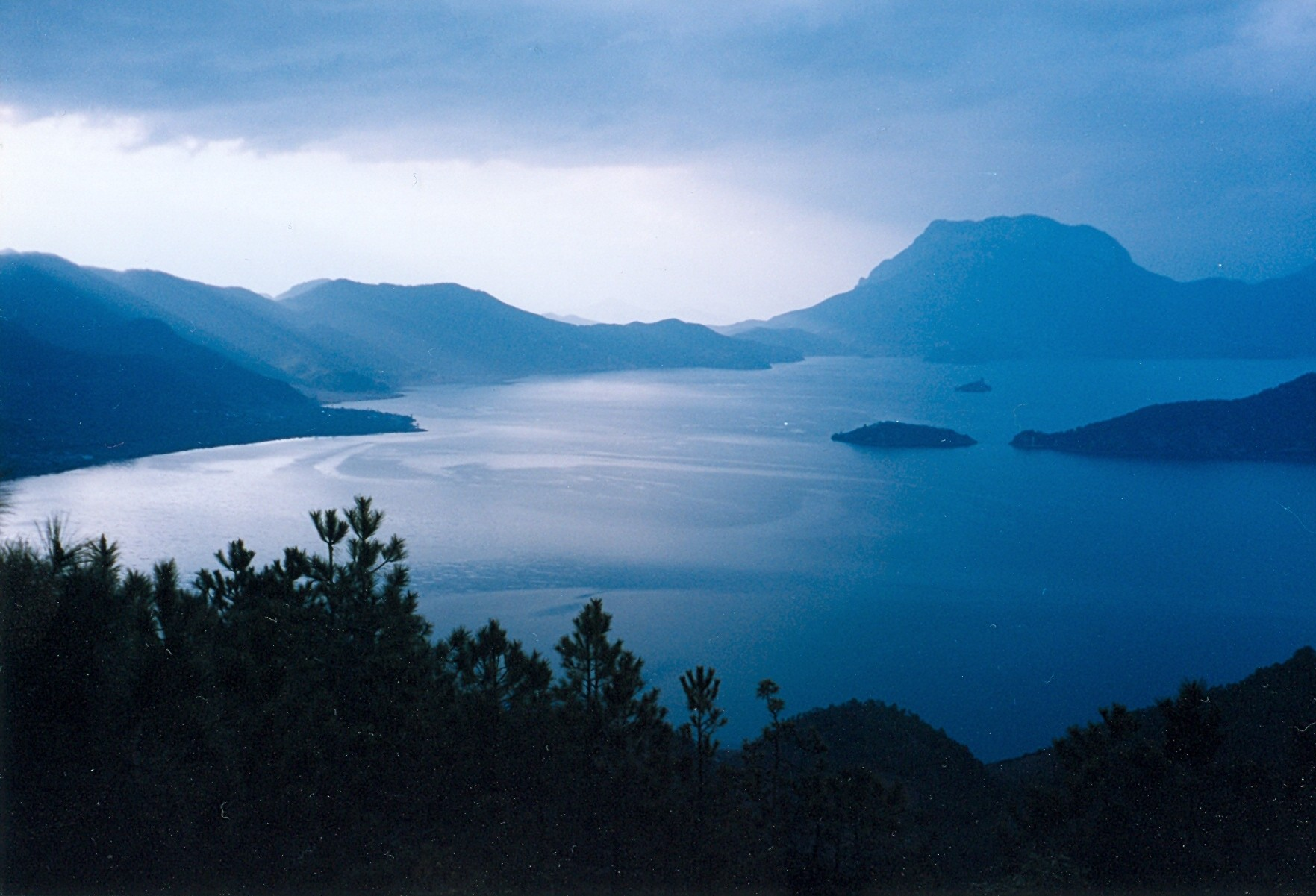
Der Lugu-See in Südchina am Fuß des Berges Ganmu ist das kulturelle Zentrum der Mosuo (2000)

## Traditionelle Wirtschaftsweise

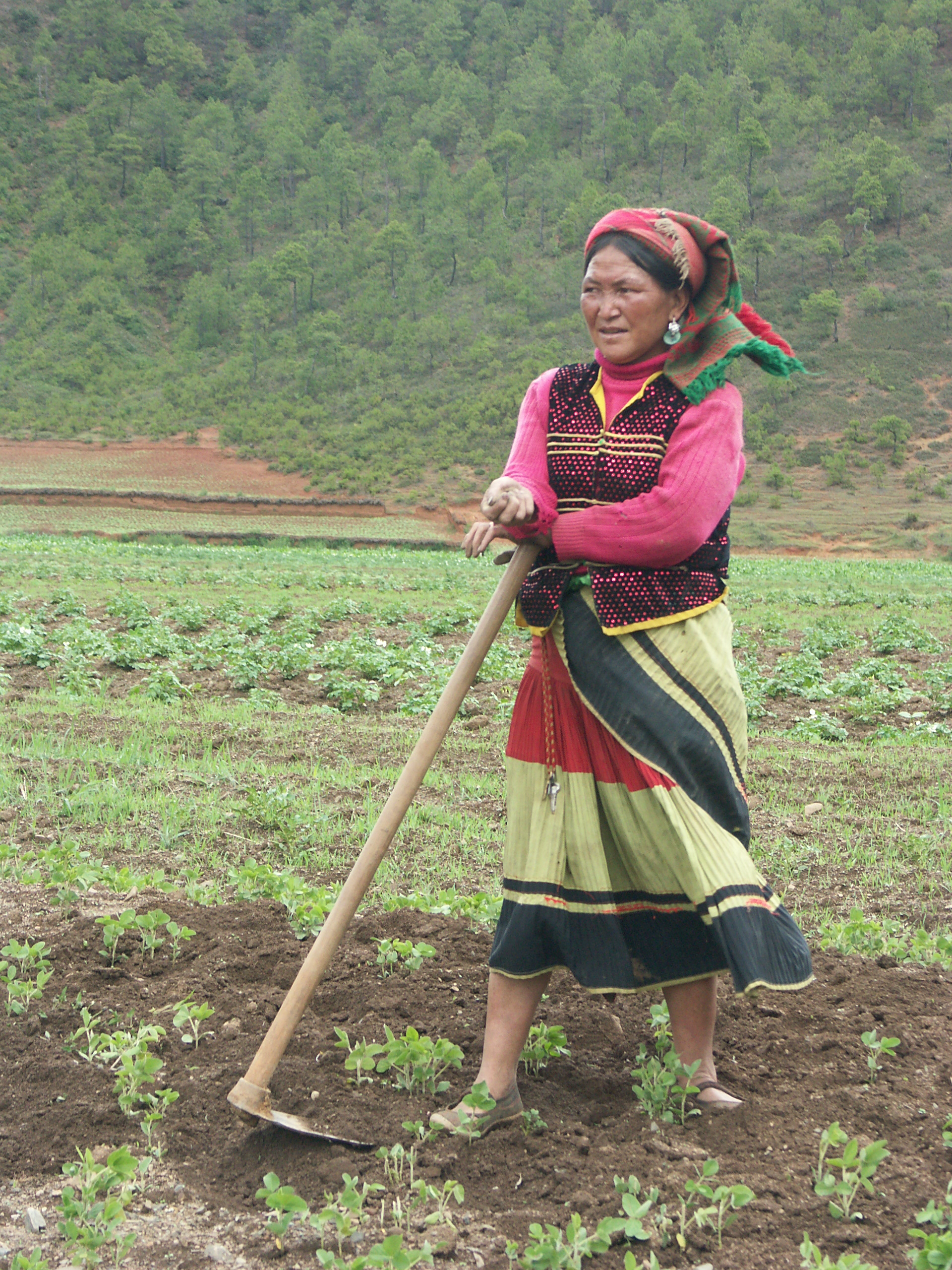
Mosuo-Frau in traditioneller Bekleidung bei der Feldarbeit am Lugu-See (2005)

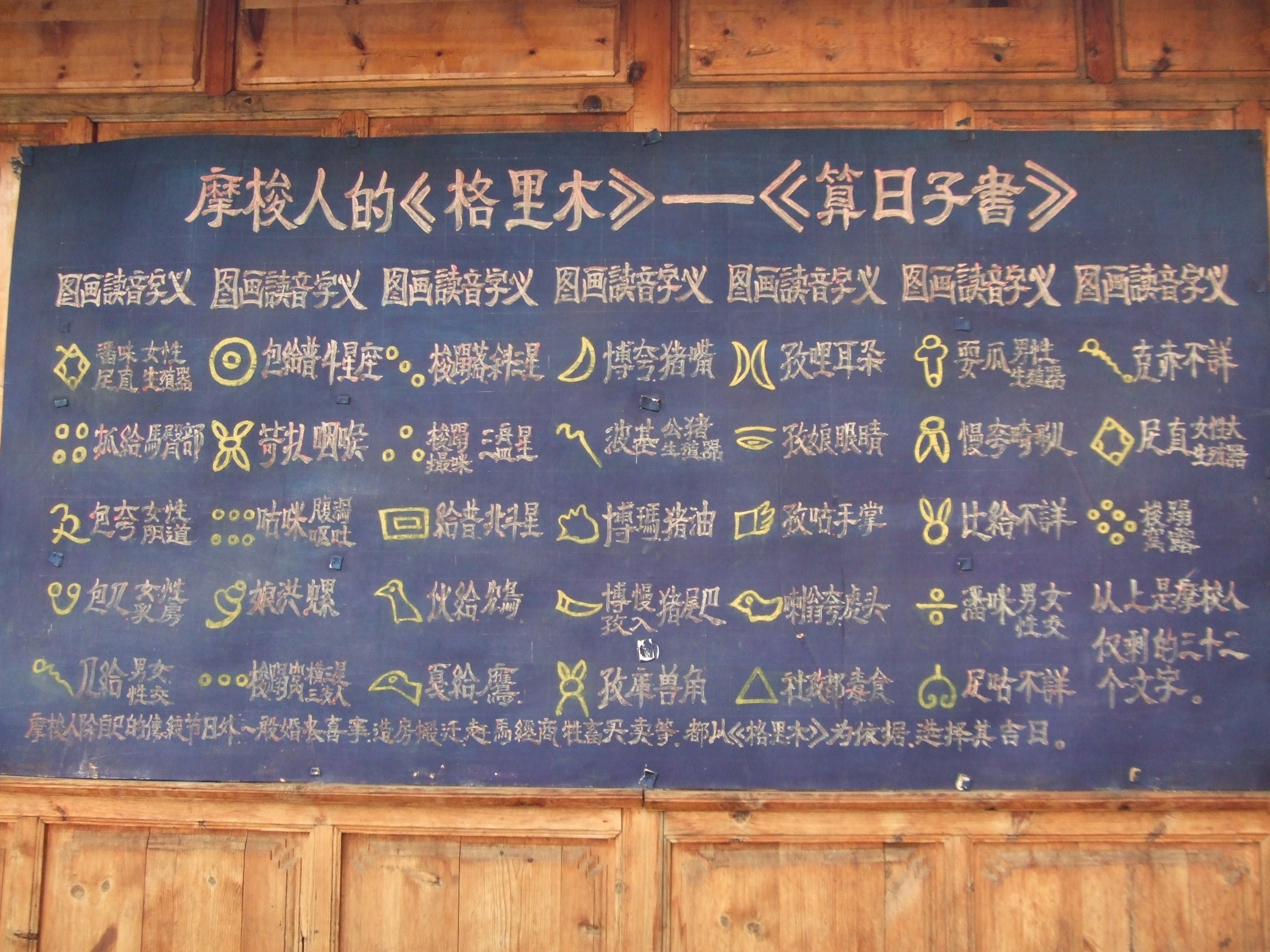
Alte Mosuo-Symbole und ihre Bedeutung in chinesischer Sprache im Mosuo Cultural Museum am Lugu-See (2007)

Die Mosuo sind eine Bauernkultur und lebten bis in jüngste Zeit relativ abgeschieden mit Tieren und Menschen unter einem Dach. Bis vor kurzem stellten sie alle wesentlichen Güter des täglichen Lebens selbst her und noch heute haben viele Dörfer keinen Strom. Fleisch ist eine ihrer Hauptnahrungsquellen, es wird durch Trocknen, Pökeln oder Räuchern haltbar gemacht und hält sich bis zu zehn Jahre.
Traditionell herrscht eine reine Tauschwirtschaft, was weite Reisen ebenso überflüssig macht wie ein Bildungssystem mit Spezialisierung. In jüngster Zeit beginnt sich das durch den verbesserten Kontakt zu benachbarten Städten zu lockern, so dass auch Geld benutzt wird.

## Soziale Organisation
Die Mosuo sind bekannt für ihre matrilineare Gesellschaftsstruktur. Sie leben in Großfamilien zusammen, wobei innerhalb eines solchen Haushalts Frauen nicht nur alle wesentlichen Arbeiten verrichten (wie Waschen, Feuer unterhalten, Kochen, Holzsammeln, Viehfüttern, Spinnen), sondern auch eine Frau Haushaltsvorstand ist. Diesem Haushaltsoberhaupt, „Ah mi“ genannt, sind alle Haushaltsmitglieder beiderlei Geschlechts in so gut wie jeder Hinsicht untergeordnet. Sie entscheidet auch allein über ihre Nachfolge und bestimmt deren Zeitpunkt, symbolisiert durch die Übergabe der Schlüssel zur Vorratskammer.
Männer kümmern sich hauptsächlich um das Vieh, vor allem, wenn es ans Töten geht: Schlachten von Haustieren sowie Fischfang sind allein ihre Aufgabe (getrocknetes Fleisch stellt einen bedeutenden Teil der Vorräte). Auch beim Menschen ist der Tod Männersache: Begräbnisse werden allein von Männern organisiert – das geht so weit, dass sie bei dieser einzigen Gelegenheit sogar das Essen zubereiten.
Frauen treffen tendenziell eher die geschäftlichen Entscheidungen außerhalb der Großfamilie, Männer hingegen die politischen.
Geschlafen wird in Gemeinschaftsräumen. Lediglich Frauen im gebärfähigen Alter haben das Recht auf einen eigenen Schlafraum. Die Mosuo kennen keine Ehe zwischen Frau und Mann, bei der das verheiratete Paar zusammenlebt; diese wird als unnatürlich betrachtet und als Gefahr für die Familie. Sie pflegen vielmehr die Besuchsehe bzw. Besuchsbeziehung (auch visiting marriage oder walking marriage genannt). Sowohl Frauen als auch Männer dürfen mit mehreren (gegengeschlechtlichen) Partnern oder Partnerinnen nebeneinander oder nacheinander sexuelle Beziehungen pflegen, die keinerlei Bestätigung von dritter Seite brauchen und auch von jeder der beiden Seiten ohne Umstände und jederzeit aufgelöst werden können. Die Männer besuchen dabei als Geliebte (azhu) die Frauen in der Nacht und kehren am Morgen in den Haushalt ihrer Großfamilie zurück.
Trotz dieser Erlaubnis zur „freien Liebe“ kann aber von Promiskuität keine Rede sein. Nur wenige Frauen haben zur selben Zeit mehr als einen „Geliebten“, und meistens halten die Beziehungen jahrelang – mitunter sogar ein Leben lang.
Alle Kinder, die aus der Verbindung stammen, bleiben im Haushalt der Mutter. Die Brüder helfen ihren Schwestern, die Kinder aufzuziehen. Männer sind also zuständig für ihre Nichten und Neffen (mithin die Kinder im Haushalt, mit denen sie die meisten Gene teilen), nicht für ihre eigenen biologischen Kinder. Entgegen anderslautenden Gerüchten sind die biologischen Väter aber in aller Regel bekannt und spielen im Leben der Kinder eine durchaus wichtige Rolle. Für Mütter, nicht hingegen für die Kinder, gilt es geradezu als beschämend, den Vater nicht benennen zu können. Am Neujahrstag ist es üblich, dass Kinder ihn besuchen, um ihm und dem Haushalt, dem er angehört, ihren Respekt zu erweisen. Gleichwohl finden Jungen ihre wesentlichen männlichen Bezugspersonen unter den Mitgliedern ihres Haushalts, insbesondere ihren Onkeln und Brüdern.

## Aktuelle Entwicklungen
In neuester Zeit, in der der chinesische Zentralstaat den Mosuo wieder mehr soziale und kulturelle Freiräume lässt, hat ihr Kontakt mit der chinesischen und auch anderen Gesellschaften zugenommen. Zahlreiche Beschreibungen von „freier Liebe“ und Matriarchat haben das Interesse von Forschern und Forscherinnen sowie chinesischer und ausländischer Touristen auf die Mos gelenkt. Insbesondere ist ein Anstieg des Sextourismus im Gebiet der Mos zu beobachten, weshalb sich dort inzwischen zahlreiche Geschlechtskrankheiten verbreitet haben.

## Mosuo und Matriarchat
Die Frage, ob bei den Mosuo ein Matriarchat besteht, ist umstritten und von der jeweiligen Definition abhängig. Einzelne Elemente der Matriarchatstheorien sind vorzufinden, beispielsweise Matrilinearität, Matrilokalität sowie die starke ökonomische Stellung der Frauen. Dem steht allerdings ihre schwache politische Stellung außerhalb des Haushaltes gegenüber. Erschwert werden solche Diskussionen durch die starken Brüche und Wandlungen, die bei den Mosuo insbesondere in der Moderne auftauchen. Für die traditionellen chinesischen Moralauffassungen und den Sozialismus der Volksrepublik waren Aspekte wie das azhu-System der Besuchsbeziehungen unannehmbar und sollten verschwinden. Hinzu kommt, dass speziell jüngere Familienmitglieder beiderlei Geschlechts in zunehmendem Maße in benachbarten Städten Arbeit suchen, was vor allem durch bessere Straßen möglich wurde. Junge Leute beginnen somit, eigenes Geld außerhalb des Haushalts zu verdienen. Ältere Familienmitglieder sind zunehmend besorgt, weil sie Streit um Eigentum sowie (durch Wegziehen junger Leute) um die Grundlage des „Haushaltsmodells“ fürchten.
Zur Frage, ob die Mosuo das Überbleibsel eines alten Matriarchats sind, gibt es in der Fachliteratur unterschiedliche Deutungen. Eine geht davon aus, dass die Sozialstruktur der Mosuo aus einem feudalen System heraus entstanden ist, in dem eine kleine Adelsschicht die Landbevölkerung beherrschte. Die Adelsfamilien richteten sich vaterseitig nach einer patrilinearen Abstammungsfolge, der Vater übertrug und vererbte seinen sozialen Status und Besitz an seine Söhne, während die Mütter demgegenüber ihren Status und Besitz in matrilinearer Abfolge an ihre Töchter vererbte. Das minderte die andernorts üblichen Klassenschranken gegen Verbindungen mit Mitgliedern des niedrigen Standes. Wenn nun in einer solchen Beziehung die Frau der Adelsschicht angehörte, dann vererbte sie ihren Status auf ihre Töchter, während die Söhne vom Vater erbten. Dieses Nebeneinander von „patriarchalen“ und „matriarchalen“ Clans und Erbsystemen trennte sich irgendwann auf, vermutlich vermischten sich die patrilinearen Familien mit ebenfalls vaterrechtlich organisierten Nachbarvölkern, während sich die matrilinearen Großfamilien mit ihrer Erbregel abkapselten und vielleicht auch räumlich absonderten.

## Dokumentarfilme
- 2018: Galileo-Reportage: Hier regieren Frauen! Das Matriarchat in China. ProSieben, Deutschland 2018 (15 Minuten; Video auf YouTube).
- 2014: Uschi Madeisky, Daniela Parr, Dagmar Margotsdotter-Fricke: Wo die freien Frauen wohnen. Deutschland/China 2014 (90 Minuten; Filmförderung Hessen + hr).[10]
- 2013: Uschi Madeisky, Daniela Parr, Dagmar Margotsdotter-Fricke: Mädcheninitiation bei den Mosuo. Deutschland/China 2013 (30 Minuten, Kurzfilm mit Live-Kommentar).
- 2012: Web-Interview von Joanna Michna, Maria Hoffacker: Menschen weltweit: Songna Mian Zhe (China). 360° – Geo-Reportage, Deutschland 2012 (5 Minuten).
- 2011: Joanna Michna, Maria Hoffacker: China, im Reich der Mosuo-Frauen. 360° – Geo-Reportage, Deutschland 2011 (43 Minuten).
- 20??: Jochen Graebert: Das Matriarchat der Mosuo. ARD Studio Peking, Deutschland [ohne Jahr] (5 Minuten).
- 20??: Jochen Graebert: Frauenrecht bei den Mosuo in China. ARD Studio Peking, Deutschland [ohne Jahr] (5 Minuten).
- 2005: Elizabeth Dukal Flender, Roger J. Zou: China: Die mächtigen Frauen vom Lugu-See. USA 2005 (43 Minuten).
- 2000: Cris Campion, Elisabeth Soulia: WunderWelten: Die Moso. Freie Frauen im Himalaja. Arte France, Frankreich 2000 (43 Minuten).
- 1993: Petra Spamer-Riether: China: Die Töchter der Göttin. Bei den Moso in China. Südwestrundfunk, Deutschland/China 1993 (43 Minuten; Kurzinfo auf 3sat).

Englisch:
- 2014: Francesca Rosati Freeman, Pio d'Emilia: Nu Guo. In the Name of the Mother. Tokyo, Dharma Productions, 2014 (57 Minuten).
- 2013: Xiaoli Zhou, Brent E. Huffman: The Women’s Kingdom. PBS FRONTLINE Broadcast, 2013 (22 Minuten; Video auf YouTube).
- 2012: Marlo Poras: The Mosuo Sisters. USA/China 2012 (80 Minuten; englische Originalfassung mit Untertitel; zwei Mosuo-Schwestern verlieren ihre Jobs in einer Pekinger Bar, eine muss die Familie bei der Feldarbeit im entlegenen Himalayadorf unterstützen).
- 2007: Chou Wah-Shan: Kingdom of Women: The Matriarchal Mosuo of China (Reihe Films for the Humanities and Societies). Films Media Group, USA 2007, ISBN 978-1-60825-083-7 (54 Minuten; Inhaltsangabe, Vorschau auf films.com).
- 2005: Roger J. Zou, Elizabeth Dukal Flander: Kingdom of Women. A Reflection of a Matriarchal Society on Lugu Lake (deutsch: Königreich der Frauen). Silk Rain Media, Los Angeles 2005 (55 Minuten; Infos, Bilder, Vorschau bei silkrainmedia.com; Video auf films.com).